# Folitropinska podjedinica beta
Folitropinska podjedinica beta (beta podjedica folikostimulišućeg hormona, FSH-B) je protein koji je kod ljudi kodiran FSHB genom. Alternativno splajsovanje proizvodi dve transkriptne varijante koji kodiraju isti protein.

## Funkcija
Hipofizna glikoproteinska hormonska familija obuhvata folikulostimulišući hormon, luteinizirajući hormon, humani horionski gonadotropin, i tireostimulišući hormon. Svi ti glikoproteini sadrže identičnu alfa podjedinicu i hormon specifičnu beta podjedinicu. Ovaj gen kodira beta podjedinicu folikul-stimulišućeg hormona. Zajedno sa luteinizirajućim hormonom, folikulostimulišuć hormon indukuje produkciju jaja i sperme.

## Literatura
- Barrios-De-Tomasi J; Timossi C; Merchant H;  . (2002). „Assessment of the in vitro and in vivo biological activities of the human follicle-stimulating isohormones”. Mol. Cell. Endocrinol. 186 (2): 189—98. PMID 11900895. doi:10.1016/S0303-7207(01)00657-8.
- Saxena BB, Rathnam P (1976). „Amino acid sequence of the beta subunit of follicle-stimulating hormone from human pituitary glands”. J. Biol. Chem. 251 (4): 993—1005. PMID 1249074.
- Keene JL; Matzuk MM; Otani T;  . (1989). „Expression of biologically active human follitropin in Chinese hamster ovary cells”. J. Biol. Chem. 264 (9): 4769—75. PMID 2494176.
- Jameson JL, Becker CB, Lindell CM, Habener JF (1988). „Human follicle-stimulating hormone beta-subunit gene encodes multiple messenger ribonucleic acids”. Mol. Endocrinol. 2 (9): 806—15. PMID 3139991. doi:10.1210/mend-2-9-806.
- Shome B, Parlow AF (1974). „Human follicle stimulating hormone: first proposal for the amino acid sequence of the hormone-specific, beta subunit (hFSHb)”. J. Clin. Endocrinol. Metab. 39 (1): 203—5. PMID 4835136. doi:10.1210/jcem-39-1-203.
- Fujiki Y, Rathnam P, Saxena BB (1980). „Studies on the disulfide bonds in human pituitary follicle-stimulating hormone”. Biochim. Biophys. Acta. 624 (2): 428—35. PMID 6774759.
- Böckers TM, Nieschlag E, Kreutz MR, Bergmann M (1995). „Localization of follicle-stimulating hormone (FSH) immunoreactivity and hormone receptor mRNA in testicular tissue of infertile men”. Cell Tissue Res. 278 (3): 595—600. PMID 7850869. doi:10.1007/BF00331379.
- Matthews CH; Borgato S; Beck-Peccoz P;  . (1993). „Primary amenorrhoea and infertility due to a mutation in the beta-subunit of follicle-stimulating hormone”. Nat. Genet. 5 (1): 83—6. PMID 8220432. doi:10.1038/ng0993-83.
- Layman LC; Lee EJ; Peak DB;  . (1997). „Delayed puberty and hypogonadism caused by mutations in the follicle-stimulating hormone beta-subunit gene”. N. Engl. J. Med. 337 (9): 607—11. PMID 9271483. doi:10.1056/NEJM199708283370905.
- Cargill M; Altshuler D; Ireland J;  . (1999). „Characterization of single-nucleotide polymorphisms in coding regions of human genes”. Nat. Genet. 22 (3): 231—8. PMID 10391209. doi:10.1038/10290.
- Grasso P, Rozhavskaya-Arena M, Reichert LE (1999). „Cysteine residues in a synthetic peptide corresponding to human follicle-stimulating hormone beta-subunit receptor-binding domain 81-95 [hFSH-beta-(81-95)] modulate the in vivo effects of hFSH-beta-(81-95) on the mouse estrous cycle”. Regul. Pept. 81 (1–3): 67—71. PMID 10395410. doi:10.1016/S0167-0115(99)00022-1.
- Ben-Menahem D; Hyde R; Pixley M;  . (1999). „Synthesis of multi-subunit domain gonadotropin complexes: a model for alpha/beta heterodimer formation”. Biochemistry. 38 (46): 15070—7. PMID 10563789. doi:10.1021/bi991510c.
- Dias Neto E; Correa RG; Verjovski-Almeida S;  . (2000). „Shotgun sequencing of the human transcriptome with ORF expressed sequence tags”. Proc. Natl. Acad. Sci. U.S.A. 97 (7): 3491—6. PMC 16267 . PMID 10737800. doi:10.1073/pnas.97.7.3491.
- Hartley JL, Temple GF, Brasch MA (2001). „DNA Cloning Using In Vitro Site-Specific Recombination”. Genome Res. 10 (11): 1788—95. PMC 310948 . PMID 11076863. doi:10.1101/gr.143000.
- Fox KM, Dias JA, Van Roey P (2001). „Three-dimensional structure of human follicle-stimulating hormone”. Mol. Endocrinol. 15 (3): 378—89. PMID 11222739. doi:10.1210/me.15.3.378.
- Amoresano A; Orrù S; Siciliano RA;  . (2002). „Assignment of the complete disulphide bridge pattern in the human recombinant follitropin beta-chain”. Biol. Chem. 382 (6): 961—8. PMID 11501762. doi:10.1515/BC.2001.120.
- Walton WJ; Nguyen VT; Butnev VY;  . (2001). „Characterization of human FSH isoforms reveals a nonglycosylated beta-subunit in addition to the conventional glycosylated beta-subunit”. J. Clin. Endocrinol. Metab. 86 (8): 3675—85. PMID 11502795. doi:10.1210/jc.86.8.3675.